# Nanna Damsholt
Nanna Damsholt (født 7. september 1935) er en dansk historiker.
Nanna Damsholt blev cand.mag. i historie fra Københavns Universitet i 1969 og var derfter ansat i forskellige stillinger samme sted frem til 1985, hvor hun blev ansat ved Center for Kvindeforskning (senere Center for Kvinde- og Kønsforskning).
I 1985 blev Nanna Damsholt også doktor i historie på afhandlingen Kvindebilledet i dansk højmiddelalder.
Siden 1999 har hun været medlem af Det kongelige danske Selskab for Fædrelandets Historie.